# راتایویچه
راتایویچه (به لهستانی:  Ratajewicze) یک روستا در لهستان است که در گمینا ویشنگتسه واقع شده‌است.